# Geusibia quadrata
Geusibia quadrata är en loppart som beskrevs av Gong Zhengda 1992. Geusibia quadrata ingår i släktet Geusibia och familjen smågnagarloppor. Inga underarter finns listade i Catalogue of Life.